# Szunthon Phu
Szunthon Phu  (más néven: Sonthorn Phu vagy Sunthorn Pu; thai nyelven : สุนทรภู่; Bangkok, 1786. június 26. – Bangkok, 1855.) thai költő.

## Élete, munkássága
1786-ban született, az apja Rajong tartományból származott, de a felesége sokáig a fővárosban, Bangkokban élt, ahol a fiukat is megszülte. Nem sokkal később a házasság felbomlott, az apa szerzetes lett a Ban Kram templomban, édesanya ápolónő a királyi családban. Korának sok fiataljához hasonlóan Phu is buddhista szerzetesektől tanult. Az iskola elvégzése után titkárként dolgozott az egyik hercegnél. Igazi tehetségét azonban hamar felismerték: a költészetet. Húsz éves korában beleszeretett a palota egyik gyönyörű hölgyébe, ám ez sértette az udvari erkölcsöt. Bebörtönözték, de rövid idő múlva szabadon elengedték.
Később visszatért Rajongba, hogy meglátogassa az apját, és írt egy verset az utazásról Nirat Mueang Klaeng címen, amely az egyik leghíresebb alkotása lett. Az epikus költeményt menyasszonyának, Channak írta. Miután visszatért a bangkoki palotába, feleségül vette Chant, és született egy Phat nevű fiuk. Ekkor nevezte ki a király udvari költőnek. 1809-ben II. Ráma lett az új király, aki kivételes költői tehetség is volt. Szunthon Phu éleslátását és kritikai képességeit felhasználva lefordította az indiai Rámájánát thai Ramakienre (thai: รามเกียรติ์).
Miután Phunak viszonya volt egy másik nővel, elvált a feleségétől. Ez volt az első a sok válással végződő házassága közül, bár később azt vallotta, hogy Chan volt az a felesége, akit a legjobban szeretett. A férfi alkoholista lett, és 1821 körül egy veszekedés során olyan súlyosan megsebesítette nagybátyját, hogy a király börtönbe zárta.
Az Aphajmani című költeményét börtönben kezdte el, és a következő húsz évben részletekben kiadta. Az epikus mese a címszereplőjét, Aphajmani herceget, a byroni hőst követi végig romantikus kalandjaiban szerte az ősi Thaiföldön.
II. Ráma király annyira elégedett volt Phu költészetével, hogy „Khun” címet adományozott neki. III. Ráma király uralkodása alatt azonban Phu elkövette azt a súlyos hibát, hogy nyilvánosan kijavította a király egyik versét, és ezért büntetésből megfosztották a címétől. A szégyen után kezdetben buddhista szerzetes, majd később kereskedő lett.
IV. Ráma király lánya elolvasta a Aphajmani befejezetlen művet, és megkérte a költőt, hogy fejezze be. IV. Ráma király Phu-t a Királyi Írók igazgatójává nevezte ki, és a "Phra" címet adományozta neki. Szunthon Phu 1855-ben halt meg Bangkokban.

## Fő művei
Niratok, szeppuk és verses elbeszélések szerzője. Az alkotásai többségét klon versekben alkotta, melyeket áthatotta az enyhe keserűség és a finom irónia. A klon versformájú 50 ezer soros Aphajmani című regénye Szuthat király fiainak fantasztikus kalandjait meséli el. A két testvér történetének leírásában mitológiai és valóságos események váltakoztak. A Szavatdi Raksza (A boldogság partja) erkölcsi tanítások gyűjteménye.

## Emlékezete

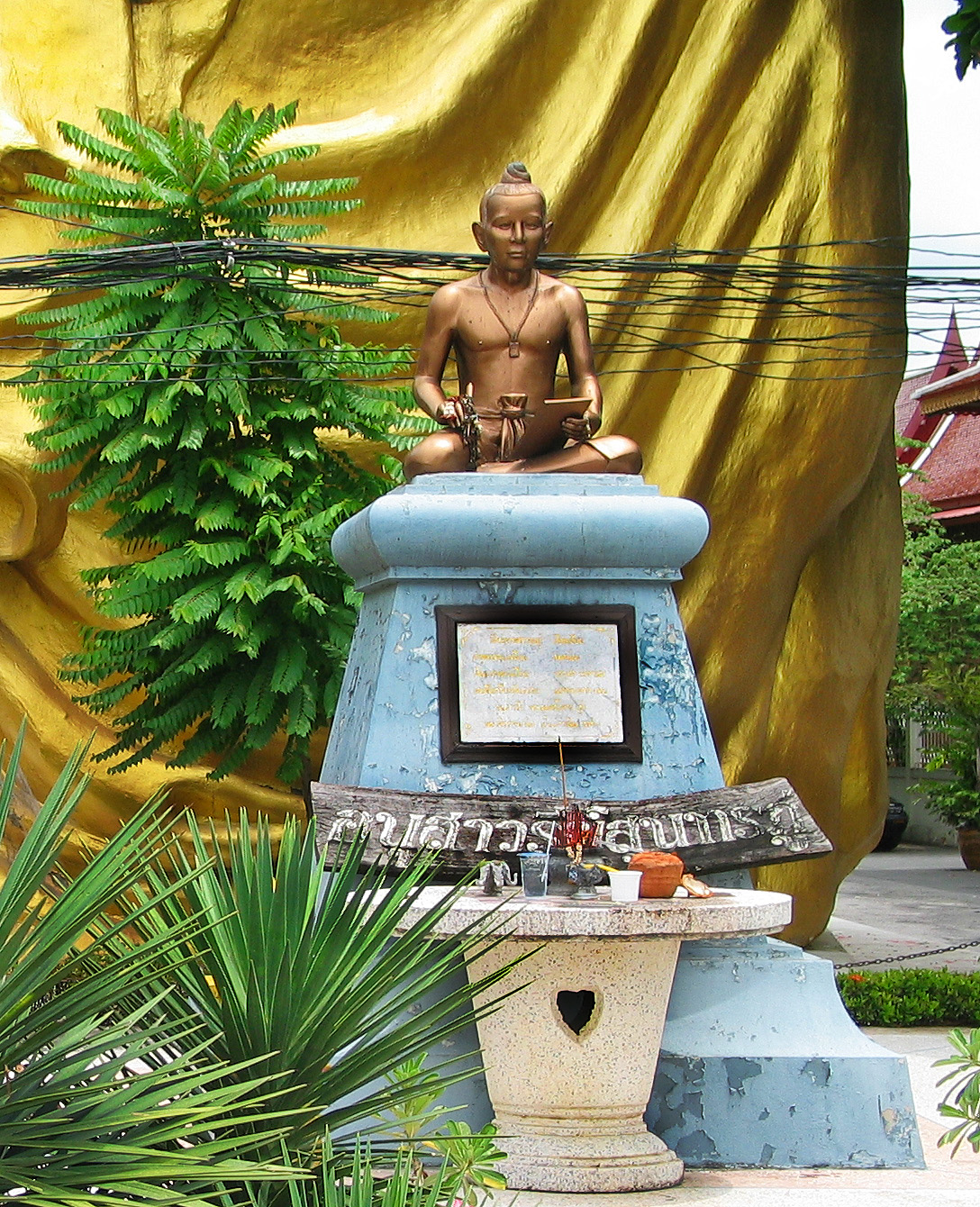
Emlékműve Bangkokban

Olyan verseket hagyott hátra, amelyek a thai történelem leírása miatt váltak híressé az idők során. 1986-ban, születésének 200. évfordulóján az UNESCO elismerte a munkásságát: a nagy világköltő címet adományozta neki. A Phra Aphai Mani költeményei egy fantasztikus világot írnak le, ahol többféle valláshoz és kultúrához tartozó emberek harmóniában élnek és érintkeznek egymással.

### Adaptációk
Az irodalmi műveit különféle médiákban adaptálták, például képregényeket, filmeket és dalokat készítettek belőlük. A thai mozi első cel-animációs rajzfilmje, a Sudasakorn kalandja (1979) a Phra Aphai Mani egyik karakterén alapult. A filmet Pajut Ngaukracsang rendezte. A mese élőszereplős változata 2006-ban készült, Sudasakon legendája címmel.

### Emlékműve
Az emlékművét Rajong tartomány Klaeng kerületében, apja szülőhelyén építették. A születésnapját, június 26-át Thaiföldön megünneplik.
Az alapkövet 1955. december 30-án Pibulsongkram miniszterelnök helyezte el, de az építkezés 10 évre, 1968-ig leállt. Ezután Rajong kormányzója nagy összeget adományozott a folytatásra. Az emlékmű 1970. március 5-én készült el, hivatalos megnyitója pedig 1970. május 25-én volt.
Az emlékmű egy domboldalon áll. Három szobor veszi körül Szunthon Phu szobrát. A többi szobor irodalmi alkotásainak főszereplőit ábrázolja, köztük Aphai Mani herceget és a sellőt.

## Fordítás
- Ez a szócikk részben vagy egészben  a   Sunthon Phu című német Wikipédia-szócikk ezen változatának fordításán alapul.  Az eredeti cikk szerkesztőit annak laptörténete sorolja fel. Ez a jelzés csupán a megfogalmazás eredetét és a szerzői jogokat jelzi, nem szolgál a cikkben szereplő információk forrásmegjelöléseként.
- Ez a szócikk részben vagy egészben  a   Sunthorn Phu című angol Wikipédia-szócikk ezen változatának fordításán alapul.  Az eredeti cikk szerkesztőit annak laptörténete sorolja fel. Ez a jelzés csupán a megfogalmazás eredetét és a szerzői jogokat jelzi, nem szolgál a cikkben szereplő információk forrásmegjelöléseként.